# Llista d'episodis de Star Trek: Deep Space Nine
Aquesta és la llista dels episodis de Star Trek: Deep Space Nine una sèrie de televisió de ciència-ficció estatunidenca que es va emetre en redifusió des de gener de 1993 fins al juny de 1999. És la tercera sèrie d'imatge real de la franquícia Star Trek i consta d'un total de 173 (DVD i emissió original) o 176 (en redifusió) episodis en 7 temporades, que s'enumeren aquí en ordre cronològic per data d'emissió original, que coincideixen amb l'ordre dels episodis del conjunt de DVD de cada temporada.
El primer episodi, "Emissary"; l'estrena de la quarta temporada, "The Way of the Warrior"; i el final de sèrie, "What You Leave Behind", es va emetre originalment com a presentacions de dues hores, però posteriorment es van emetre com a conjunts de dos episodis d'una hora en reemisió.

## Temporades
| Temporada | Temporada | Episodis | Episodis | Dates d’emissió        | Dates d’emissió    |
| Temporada | Temporada | Episodis | Episodis | Primera emissió        | Última emissió     |
| --------- | --------- | -------- | -------- | ---------------------- | ------------------ |
|           | 1         | 20       | 20       | 3 de gener de 1993     | 19 de juny de 1993 |
|           | 2         | 26       | 26       | 25 de setembre de 1993 | 11 de juny de 1994 |
|           | 3         | 26       | 26       | 24 de setembre de 1994 | 17 de juny de 1995 |
|           | 4         | 26       | 26       | 30 de setembre de 1995 | 15 de juny de 1996 |
|           | 5         | 26       | 26       | 28 de setembre de 1996 | 16 de juny de 1997 |
|           | 6         | 26       | 26       | 27 de setembre de 1997 | 13 de juny de 1998 |
|           | 7         | 26       | 26       | 30 de setembre de 1998 | 2 de juny de 1999  |

## Episodis

### Temporada 1 (1993)
| 1 | 1  | «Emissary»                     | David Carson     | Història de : Rick Berman & Michael Piller Guió de : Michael Piller                                                          | 3 de gener de 1993   | 40510-721 (401-402) | 18.8 |
| 2 | 2  | «Emissary»                     | David Carson     | Història de : Rick Berman & Michael Piller Guió de : Michael Piller                                                          | 3 de gener de 1993   | 40510-721 (401-402) | 18.8 |
| Una nova tripulació conjunta de la Federació/bajorana és assignada a una antiga estació espacial cardassiana: Espai Profund 9. Benjamin Sisko, el nou comandant de l'estació, és declarat l'Emissari dels Profetes per un sacerdot bajorà, i descobreix un forat de cuc estable que connecta Bajor amb el Quadrant Gamma a l'altre costat de la galàxia. - Es va mostrar originalment com una pel·lícula pilot de dues hores, però es va convertir en dos episodis separats en redifusió. |    |                                |                  | |                      |                     |      |
| 3 | 3  | «Past Prologue»                | Winrich Kolbe    | Katharyn Powers | 10 de gener de 1993  | 40510-404           | 13.4 |
| Un terrorista bajorà vinculat a Kira arriba a Espai Profund 9 i és perseguit pels cardassians. Garak, un misteriós sastre cardassià que viu a l'estació, ajuda a descobrir què està fent. |    |                                |                  | |                      |                     |      |
| 4 | 4  | «A Man Alone»                  | Paul Lynch       | Història de : Gerald Sanford i Michael Piller Guió de : Michael Piller                                                       | 17 de gener de 1993  | 40510-403           | 13.0 |
| Odo és acusat de l'assassinat d'un contrabandista bajorà. |    |                                |                  | |                      |                     |      |
| 5 | 5  | «Babel»                        | Paul Lynch       | Història de : Sally Caves i Ira Steven Behr Guió de : Michael McGreevey i Naren Shankar                                      | 24 de gener de 1993  | 40510-405           | 11.6 |
| Un virus misteriós afecta l'estació, causant primer afàsia i finalment la mort. |    |                                |                  | |                      |                     |      |
| 6 | 6  | «Captive Pursuit»              | Corey Allen      | Història de : Jill Sherman Donner Guió de : Jill Sherman Donner i Michael Piller                                             | 31 de gener de 1993  | 40510-406           | 12.9 |
| O'Brien es fa amic d'un alienígena del Quadrant Gamma que està sent caçat. |    |                                |                  | |                      |                     |      |
| 7 | 7  | «Q-Less»                       | Paul Lynch       | Història de : Hannah Louise Shearer Guió de : Robert Hewitt Wolfe                                                            | 7 de febrer de 1993  | 40510-407           | 12.8 |
| Q i Vash arriben a Espai Profund 9. Tanmateix, Vash s'ha molestat per l'atenció de Q i vol que la deixi en pau. |    |                                |                  | |                      |                     |      |
| 8 | 8  | «Dax»                          | David Carson     | Història de : Peter Allan Fields Guió de : D. C. Fontana and Peter Allan Fields                                              | 14 de febrer de 1993 | 40510-408           | 12.1 |
| Jadzia Dax és arrestada per un assassinat presumptament comès per Curzon Dax, un anterior portador del seu simbiont. Se celebra una audiència d'extradició per determinar si Jadzia pot ser considerada responsable de les accions de Curzon. |    |                                |                  | |                      |                     |      |
| 9 | 9  | «The Passenger»                | Paul Lynch       | Història de : Morgan Gendel Guió de : Morgan Gendel i Robert Hewitt Wolfe & Michael Piller                                   | 21 de febrer de 1993 | 40510-409           | 11.6 |
| Un criminal sinistre enganya la mort per amagar la seva consciència a la ment d'algú a Espai Profund 9. |    |                                |                  | |                      |                     |      |
| 10 | 10 | «Move Along Home»              | David Carson     | Història de : Michael Piller Guió de : Frederick Rappaport i Lisa Rich & Jeanne Carrigan-Fauci                               | 14 de març de 1993   | 40510-410           | 11.4 |
| Quark juga a un joc de taula amb el Wadi, una espècie trobada recentment al Quadrant Gamma, i sembla que les vides de la tripulació depenen del resultat. |    |                                |                  | |                      |                     |      |
| 11 | 11 | «The Nagus»                    | David Livingston | Història de : David Livingston Guió de : Ira Steven Behr                                                                     | 21 de març de 1993   | 40510-411           | 10.7 |
| Quark és nomenat cap de l'Aliança Ferengi pel Grand Nagus Zek, però ara està envoltat d'enemics. |    |                                |                  | |                      |                     |      |
| 12 | 12 | «Vortex»                       | Winrich Kolbe    | Sam Rolfe | 18 d'abril de 1993   | 40510-412           | 9.7  |
| Odo descobreix que potser no és l'únic d'aquesta espècie quan un visitant del Quadrant Gamma afirma que pot contactar amb la gent d'Odo.. |    |                                |                  | |                      |                     |      |
| 13 | 13 | «Battle Lines»                 | Paul Lynch       | Història de : Hilary J. Bader Guió de : Richard Danus i Evan Carlos Somers                                                   | 25 d'abril de 1993   | 40510-413           | 9.9  |
| El líder espiritual de Bajor, Kai Opaka, viatja amb Sisko, Bashir i Kira en un viatge al Quadrant Gamma, però es troba encallat en un món on els morts ressusciten. |    |                                |                  | |                      |                     |      |
| 14 | 14 | «The Storyteller»              | David Livingston | Història de : Kurt Michael Bensmiller Guió de : Kurt Michael Bensmiller i Ira Steven Behr                                    | 2 de maig de 1993    | 40510-414           | 9.3  |
| O'Brien és reclutat per salvar un poble bajorà de la destrucció per una misteriosa criatura núvol. |    |                                |                  | |                      |                     |      |
| 15 | 15 | «Progress»                     | Les Landau       | Peter Allan Fields | 9 de maig de 1993    | 40510-415           | 9.2  |
| Kira ha de tractar amb un granger tossut (Brian Keith) que es nega a abandonar la seva casa tot i que està programada per ser demolida. |    |                                |                  | |                      |                     |      |
| 16 | 16 | «If Wishes Were Horses»        | Robert Legato    | Història de : Nell McCue Crawford & William L. Crawford Guió de : Nell McCue Crawford & William L. Crawford i Michael Piller | 16 de maig de 1993   | 40510-416           | 9.0  |
| Espai Profund 9 es posa en perill quan els pensaments de la tripulació es manifesten, i apareixen figures com Rumpelstiltskin. |    |                                |                  | |                      |                     |      |
| 17 | 17 | «The Forsaken»                 | Les Landau       | Història de : Jim Trombetta Guió de : Don Carlos Dunaway i Michael Piller                                                    | 23 de maig de 1993   | 40510-417           | 9.7  |
| L'ambaixadora de la Federació deBetazed, Lwaxana Troi, visita l'estació i desenvolupa un afecte per Odo. Mentrestant, les dades d'una misteriosa sonda Gamma Quadrant provoquen errors del sistema al DS9. |    |                                |                  | |                      |                     |      |
| 18 | 18 | «Dramatis Personae»            | Cliff Bole       | Joe Menosky | 30 de maig de 1993   | 40510-418           | 9.0  |
| es tensions augmenten entre els membres de la tripulació del DS9 després que se'ls imprimeix telepàticament els records dels participants en una lluita de poder alienígena. |    |                                |                  | |                      |                     |      |
| 19 | 19 | «Duet»                         | James L. Conway  | Història de : Lisa Rich & Jeanne Carrigan-Fauci Guió de : Peter Allan Fields                                                 | 13 de juny de 1993   | 40510-419           | 8.9  |
| Un visitant Cardassià, Marritza, pot ser, de fet, el famós criminal de guerra Gul Darhe'el, carnisser del camp de treball de Gallitep, i Kira està decidida a fer-lo caure. |    |                                |                  | |                      |                     |      |
| 20 | 20 | «In the Hands of the Prophets» | David Livingston | Robert Hewitt Wolfe | 20 de juny de 1993   | 40510-420           | 8.8  |
| Un clergue bajoran, Vedek Winn, protesta per l'escola de Keiko O'Brien a Espai Profund 9 quan descobreix que la Keiko està ensenyant als seus alumnes que els habitants del forat de cuc són extraterrestres, no déus. |    |                                |                  | |                      |                     |      |

### Temporada 2 (1993–94)
| Núm. total | Núm. de la temporada | Títol                  | Direcció         | Guió | Data d'emissió original | Codi de prod. | Espectadors (milions) |
| --- | -------------------- | ---------------------- | ---------------- | --- | ----------------------- | ------------- | --------------------- |
| 21 | 1                    | «The Homecoming»       | Winrich Kolbe    | Història de : Jeri Taylor i Ira Steven Behr Guió de : Ira Steven Behr                                      | 26 de setembre de 1993  | 40510-421     | 9.7                   |
| Quark li dóna a Kira una arracada bajorana que, segons afirma, va ser enviada com a missatge des d'un planeta miner cardassià. (Part 1 de 3) |                      |                        |                  | |                         |               |                       |
| 22 | 2                    | «The Circle»           | Corey Allen      | Peter Allan Fields                                                                                         | 3 d'octubre de 1993     | 40510-422     | 9.0                   |
| El Cercle intenta derrocar el govern bajorà, però la situació és més del que sembla. (Part 2 de 3) |                      |                        |                  | |                         |               |                       |
| 23 | 3                    | «The Siege»            | Winrich Kolbe    | Michael Piller                                                                                             | 10 d'octubre de 1993    | 40510-423     | 9.0                   |
| Sisko i Li Nalas ajuden a evitar que Espai Profund 9 sigui requisat pels bajorans, mentre que Kira i Dax intenten posar fi al Cercle presentant proves que el ministre Jaro està sent recolzat pels cardassians. (Part 3 de 3)                                                       |                      |                        |                  | |                         |               |                       |
| 24 | 4                    | «Invasive Procedures»  | Les Landau       | Història de : John Whelpley Guió de : John Whelpley i Robert Hewitt Wolfe                                  | 17 d'octubre de 1993    | 40510-424     | 9.3                   |
| Una tempesta de plasma provoca l'evacuació de la major part de l'estació, però un refugiat trill té els seus propis plans. |                      |                        |                  | |                         |               |                       |
| 25 | 5                    | «Cardassians»          | Cliff Bole       | Història de : Gene Wolande & John Wright Guió de : James Crocker                                           | 24 d'octubre de 1993    | 40510-425     | 9.1                   |
| Garak investiga la identitat d'un nen cardassià, Rugal, abandonat a Bajor, que ha estat criat per un bajorà. |                      |                        |                  | |                         |               |                       |
| 26 | 6                    | «Melora»               | Winrich Kolbe    | Història de : Evan Carlos Somers Guió de : Evan Carlos Somers, Steven Baum, Michael Piller i James Crocker | 31 d'octubre de 1993    | 40510-426     | 9.7                   |
| Bashir intenta ajudar l'alférez Melora Pazlar, la primera elaysiana a unir-se a la Flota Estel·lar, a ajustar-se a la gravetat "normal". |                      |                        |                  | |                         |               |                       |
| 27 | 7                    | «Rules of Acquisition» | David Livingston | Història de : Hilary J. Bader Guió de : Ira Steven Behr                                                    | 7 de novembre de 1993   | 40510-427     | 8.8                   |
| Quark representa al Grand Nagus Zek en un complot per establir una presència comercial ferengi al Quadrant Gamma. Pel, un jove ferengi, fa equip amb Quark i aprenen que per fer negocis al Quadrant Gamma han de contactar amb la Keremma, una raça membre del Domini.              |                      |                        |                  | |                         |               |                       |
| 28 | 8                    | «Necessary Evil»       | James L. Conway  | Peter Allan Fields                                                                                         | 14 de novembre de 1993  | 40510-428     | 9.2                   |
| Quan Quark és disparat, Odo torna a obrir un cas d'assassinat de cinc anys d'antiguitat d'un bajorà, el Sr. Vaatrik, que era un col·laborador cardassià. |                      |                        |                  | |                         |               |                       |
| 29 | 9                    | «Second Sight»         | Alexander Singer | Història de : Mark Gehred-O'Connell Guió de : Mark Gehred-O'Connell, Ira Steven Behr i Robert Hewitt Wolfe | 21 de novembre de 1993  | 40510-429     | 9.4                   |
| Una dona misteriosa, Fenna, crida l'atenció de Sisko durant les seves efímeres reunions. Mentrestant, un científic extremadament egoista treballa en un projecte per tornar a ignifucar una estrella morta.                                                                          |                      |                        |                  | |                         |               |                       |
| 30 | 10                   | «Sanctuary»            | Les Landau       | Història de : Gabe Essoe & Kelley Miles Guió de : Frederick Rappaport                                      | 28 de novembre de 1993  | 40510-430     | 8.9                   |
| Els Skrreea, grangers humanoides desplaçats del Quadrant Gamma, reclamen Bajor com Kentanna, la seva llegendària pàtria. |                      |                        |                  | |                         |               |                       |
| 31 | 11                   | «Rivals»               | David Livingston | Història de : Jim Trombetta & Michael Piller Guió de : Joe Menosky                                         | 2 de gener de 1994      | 40510-431     | 9.3                   |
| Quark se sent amenaçat quan un estafador encantador, Martus Mazur, obre un bar competidor, conegut com Club Martus. |                      |                        |                  | |                         |               |                       |
| 32 | 12                   | «The Alternate»        | David Carson     | Història de : Jim Trombetta and Bill Dial Guió de : Bill Dial                                              | 9 de gener de 1994      | 40510-432     | 8.9                   |
| Un científic, el Dr. Mora Pol de l'Institut de Ciències de Bajoran, troba una forma de vida al Quadrant Gamma que pot estar relacionada amb Odo. |                      |                        |                  | |                         |               |                       |
| 33 | 13                   | «Armageddon Game»      | Winrich Kolbe    | Morgan Gendel                                                                                              | 30 de gener de 1994     | 40510-433     | 8.6                   |
| O'Brien i Bashir ajuden a dues races en guerra, els Kellerun i els T'lani, a esborrar tot el coneixement d'una arma biològica mortal, però no se'ls confia que mantinguin el que han après en secret.                                                                                |                      |                        |                  | |                         |               |                       |
| 34 | 14                   | «Whispers»             | Les Landau       | Paul Robert Coyle                                                                                          | 6 de febrer de 1994     | 40510-434     | 9.3                   |
| Mentre prepara l'estació per a les properes converses de pau, O'Brien descobreix que la tripulació li ha estat ocultant informació i donant ordres a les seves esquenes. O'Brien comença a sospitar que tothom a l'estació està sent alterat o substituït per una força desconeguda. |                      |                        |                  | |                         |               |                       |
| 35 | 15                   | «Paradise»             | Corey Allen      | Història de : Jim Trombetta and James Crocker Guió de : Jeff King, Richard Manning i Hans Beimler          | 13 de febrer de 1994    | 40510-435     | 8.2                   |
| El comandant Sisko i el Cap O'Brien es troben encallats en un planeta, Aurelius, on el seu líder, Alixus, rebutja la tecnologia, fins i tot quan això significa la mort d'altres persones.                                                                                           |                      |                        |                  | |                         |               |                       |
| 36 | 16                   | «Shadowplay»           | Robert Scheerer  | Robert Hewitt Wolfe                                                                                        | 20 de febrer de 1994    | 40510-436     | 9.5                   |
| Odo i Dax investiguen per què els residents d'un poble estan desapareixent. |                      |                        |                  | |                         |               |                       |
| 37 | 17                   | «Playing God»          | David Livingston | Història de : Jim Trombetta Guió de : Jim Trombetta and Michael Piller                                     | 27 de febrer de 1994    | 40510-437     | 8.8                   |
| Dax supervisa l'Arjin, un candidat a Trill per unir-se, i ella l'ajuda a trobar la seva veu i a descobrir què vol de la vida i d'unir-se. Mentrestant, un protounivers amenaça amb destruir l'estació i Bajor.                                                                       |                      |                        |                  | |                         |               |                       |
| 38 | 18                   | «Profit and Loss»      | Robert Wiemer    | Flip Kobler and Cindy Marcus                                                                               | 20 de març de 1994      | 40510-438     | 8.8                   |
| Quark es retroba amb la seva antiga amant cardassiana, Natima Lang, però ella està involucrada en una intriga política perillosa amb els seus alumnes Rekela i Hogue: volen reduir el poder polític dels militars cardassians.                                                       |                      |                        |                  | |                         |               |                       |
| 39 | 19                   | «Blood Oath»           | Winrich Kolbe    | Peter Allan Fields                                                                                         | 27 de març de 1994      | 40510-439     | 8.4                   |
| Jadzia Dax honra un jurament fet per Curzon Dax a tres klíngons (Kor, Koloth i Kang), i els acompanya en una croada contra el seu enemic jurat "l'Albino" que va assassinar els seus fills primogènits com a venjança d'un klíngon que va atacar la seva colònia.                    |                      |                        |                  | |                         |               |                       |
| 40 | 20                   | «The Maquis, Part I»   | David Livingston | Història de : Rick Berman, Michael Piller, Jeri Taylor i James Crocker Guió de : James Crocker             | 24 d'abril de 1994      | 40510-440     | 8.6                   |
| Els colons de la Federació rebutgen un tractat amb Cardàssia i decideixen resoldre la qüestió ells mateixos, formant un grup terrorista anomenat 'Els maquis'. |                      |                        |                  | |                         |               |                       |
| 41 | 21                   | «The Maquis, Part II»  | Corey Allen      | Història de : Rick Berman, Michael Piller, Jeri Taylor i Ira Steven Behr Guió de : Ira Steven Behr         | 1 de maig de 1994       | 40510-441     | 8.3                   |
| Els colons de la Federació rebutgen un tractat amb Cardàssia i decideixen resoldre la qüestió ells mateixos, planejant destruir un dipòsit d'armes a la colònia cardassiana Bryma.                                                                                                   |                      |                        |                  | |                         |               |                       |
| 42 | 22                   | «The Wire»             | Kim Friedman     | Robert Hewitt Wolfe                                                                                        | 8 de maig de 1994       | 40510-442     | 8.0                   |
| Per salvar la vida de Garak, Bashir ha de desvelar alguns dels secrets del passat del cardassià. |                      |                        |                  | |                         |               |                       |
| 43 | 23                   | «Crossover»            | David Livingston | Història de : Peter Allan Fields Guió de : Peter Allan Fields i Michael Piller                             | 15 de maig de 1994      | 40510-443     | 8.9                   |
| Kira i Bashir creuen accidentalment a l'Univers mirall, on una aliança Klingon-Cardassiana governa i els terrans són esclaus a l'estació. Un segle abans, James T. Kirk havia fet un creuament similar, afectant la història humana i galàctica.                                     |                      |                        |                  | |                         |               |                       |
| 44 | 24                   | «The Collaborator»     | Cliff Bole       | Història de : Gary Holland Guió de : Gary Holland, Ira Steven Behr i Robert Hewitt Wolfe                   | 22 de maig de 1994      | 40510-444     | 6.6                   |
| Un secretari bajorà anomenat Kubus, que va ajudar a les forces d'ocupació cardassianes, vol tornar a casa de l'exili. Vedek Winn participa en una jugada de poder contra Vedek Bareil per convertir-se en Kai.                                                                       |                      |                        |                  | |                         |               |                       |
| 45 | 25                   | «Tribunal»             | Avery Brooks     | Bill Dial                                                                                                  | 5 de juny de 1994       | 40510-445     | 7.7                   |
| O'Brien és declarat culpable d'un crim no especificat i més tard "jutjat" en un tribunal celebrat a Cardassia Prime. |                      |                        |                  | |                         |               |                       |
| 46 | 26                   | «The Jem'Hadar»        | Kim Friedman     | Ira Steven Behr                                                                                            | 12 de juny de 1994      | 40510-446     | 7.7                   |
| Sisko, Jake, Nog, i Quark van d'acampada a un món del Quadrant Gamma. Sisko i Quark són capturats per uns misteriosos soldats anomenats Jem'Hadar i es troben amb una força, el Domini, que rivalitza amb la Federació.                                                              |                      |                        |                  | |                         |               |                       |

### Temporada 3 (1994–95)
| Núm. total | Núm. de la temporada | Títol                       | Direcció         | Guió                                                                                            | Data d'emissió original | Codi de prod. | Espectadors (milions) |
| --- | -------------------- | --------------------------- | ---------------- | ----------------------------------------------------------------------------------------------- | ----------------------- | ------------- | --------------------- |
| 47 | 1                    | «The Search, Part I»        | Kim Friedman     | Història de : Ira Steven Behr and Robert Hewitt Wolfe Guió de : Ronald D. Moore                 | 24 de setembre de 1994  | 40510-447     | 9.3                   |
| Sisko porta el nou USS Defiant al Quadrant Gamma per trobar els misteriosos líders de Domini i evitar una guerra, mentre que Odo (Star Trek) s'apropa al seu planeta d'origen a la nebulosa Omarion. |                      |                             |                  |                                                                                                 |                         |               |                       |
| 48 | 2                    | «The Search, Part II»       | Jonathan Frakes  | Història de : Ira Steven Behr and Robert Hewitt Wolfe Guió de : Ira Steven Behr                 | 1 d'octubre de 1994     | 40510-448     | 8.2                   |
| Odo comença a connectar amb els seus companys canviants mentre Sisko intenta negociar la pau amb el Domini. |                      |                             |                  |                                                                                                 |                         |               |                       |
| 49 | 3                    | «The House of Quark»        | Les Landau       | Història de : Tom Benko Guió de : Ronald D. Moore                                               | 8 d'octubre de 1994     | 40510-449     | 7.6                   |
| Quark presumeix falsament d'haver matat un klíngon, Kozak, i després es veu obligat a casar-se amb la vídua, Grilka, fundant la seva pròpia "Casa de Quark". |                      |                             |                  |                                                                                                 |                         |               |                       |
| 50 | 4                    | «Equilibrium»               | Cliff Bole       | Història de : Christopher Teague Guió de : René Echevarria                                      | 15 d'octubre de 1994    | 40510-450     | 7.4                   |
| Un secret del passat de Dax podria significar el final de la vida de l'amfitrió actual. |                      |                             |                  |                                                                                                 |                         |               |                       |
| 51 | 5                    | «Second Skin»               | Les Landau       | Robert Hewitt Wolfe                                                                             | 22 d'octubre de 1994    | 40510-451     | 7.8                   |
| Kira és segrestada pels cardassians, alterada quirúrgicament per semblar cardassiana i li diuen que en realitat és una agent cardassiana encoberta. |                      |                             |                  |                                                                                                 |                         |               |                       |
| 52 | 6                    | «The Abandoned»             | Avery Brooks     | D. Thomas Maio i Steve Warnek                                                                   | 29 d'octubre de 1994    | 40510-452     | 8.0                   |
| Quark compra una nau recuperada del Quadrant Gamma i descobreix un infant a bord. Sisko convida a sopar la Mardah, la dona dabo que interessa a Jake. Odo aconsegueix oficialment estances a bord del DS9. |                      |                             |                  |                                                                                                 |                         |               |                       |
| 53 | 7                    | «Civil Defense»             | Reza Badiyi      | Mike Krohn                                                                                      | 5 de novembre de 1994   | 40510-453     | 8.1                   |
| Espai Profund 9 es bloqueja progressivament després que O'Brien, Jake i Sisko activen accidentalment un programa de seguretat automatitzat cardassià. Les mesures de contrainsurgència del programa segueixen augmentant fins que s'inicia una autodestrucció. Gul Dukat arriba a bord, però és incapaç d'aturar la seqüència d'autodestrucció. |                      |                             |                  |                                                                                                 |                         |               |                       |
| 54 | 8                    | «Meridian»                  | Jonathan Frakes  | Història de : Hilary J. Bader and Evan Carlos Somers Guió de : Mark Gehred-O'Connell            | 12 de novembre de 1994  | 40510-454     | 8.5                   |
| Dax s'enamora de Deral, que aviat desapareixerà perquè és membre de Meridian, un planeta que fa fases entre dimensions cada 60 anys. |                      |                             |                  |                                                                                                 |                         |               |                       |
| 55 | 9                    | «Defiant»                   | Cliff Bole       | Ronald D. Moore                                                                                 | 19 de novembre de 1994  | 40510-455     | 9.3                   |
| El comandant William Riker apareix sense avisar i la Kira li mostra el Defiant, on es revelen la seva identitat real i els seus veritables motius per venir a Espai Profund 9. |                      |                             |                  |                                                                                                 |                         |               |                       |
| 56 | 10                   | «Fascination»               | Avery Brooks     | Història de : Ira Steven Behr and James Crocker Guió de : Philip LaZebnik                       | 26 de novembre de 1994  | 40510-456     | 8.2                   |
| Lwaxana Troi persegueix Odo durant el Festival Bajorà de la Gratitud mentre els membres de la tripulació de sobte s'enamoren els uns dels altres. |                      |                             |                  |                                                                                                 |                         |               |                       |
| 57 | 11                   | «Past Tense: Part I»        | Reza Badiyi      | Història de : Ira Steven Behr & Robert Hewitt Wolfe Guió de : Robert Hewitt Wolfe               | 31 de desembre de 1994  | 40510-457     | 7.4                   |
| Un accident de transport envia a Sisko, Bashir i Dax tres segles al fosc passat de la Terra fins a un moment just abans dels disturbis de Bell de 2024, un violent disturbi civil en oposició als santuaris que estan controlats pels desposseïts.                                                                                              |                      |                             |                  |                                                                                                 |                         |               |                       |
| 58 | 12                   | «Past Tense: Part II»       | Jonathan Frakes  | Història de : Ira Steven Behr & Robert Hewitt Wolfe Guió de : Ira Steven Behr & René Echevarria | 7 de gener de 1995      | 40510-458     | 8.0                   |
| Sisko assumeix el paper d'una figura històrica fonamental, Gabriel Bell, per tal de restaurar la línia del temps. |                      |                             |                  |                                                                                                 |                         |               |                       |
| 59 | 13                   | «Life Support»              | Reza Badiyi      | Història de : Christian Ford & Roger Soffer Guió de : Ronald D. Moore                           | 28 de gener de 1995     | 40510-459     | 8.2                   |
| L'ètica de Bashir es posa a prova mentre manté Vedek Bareil amb vida el temps suficient per ajudar Kai Winn a completar les negociacions per al tractat de pau amb els cardassians |                      |                             |                  |                                                                                                 |                         |               |                       |
| 60 | 14                   | «Heart of Stone»            | Alexander Singer | Ira Steven Behr & Robert Hewitt Wolfe                                                           | 4 de febrer de 1995     | 40510-460     | 8.3                   |
| Quan la vida de Kira es posa en perill, Odo expressa la profunditat dels seus sentiments per ella. Mentrestant, de nou a l'estació, Nog sol·licita una carta de recomanació a la Flota Estel·lar. |                      |                             |                  |                                                                                                 |                         |               |                       |
| 61 | 15                   | «Destiny»                   | Les Landau       | David S. Cohen & Martin A. Winer                                                                | 11 de febrer de 1995    | 40510-461     | 8.1                   |
| Malgrat la profecia bajorana de destrucció de Trakor, Sisko ajuda en una empresa científica conjunta amb els cardassians per obrir comunicacions a través del forat de cuc bajorà. Sisko es veu obligat a afrontar seriosament la seva condició d'emissari davant la profecia.                                                                  |                      |                             |                  |                                                                                                 |                         |               |                       |
| 62 | 16                   | «Prophet Motive»            | René Auberjonois | Ira Steven Behr & Robert Hewitt Wolfe                                                           | 18 de febrer de 1995    | 40510-462     | 7.5                   |
| Quark descobreix que el Grand Nagus Zek ha escrit un nou conjunt virtuós i benèvol de les Regles d'adquisició, que posaria fi a les formes tradicionals ferengi. Bashir està estranyament molest quan és nominat per a un premi mèdic de gran prestigi.                                                                                         |                      |                             |                  |                                                                                                 |                         |               |                       |
| 63 | 17                   | «Visionary»                 | Reza Badiyi      | Història de : Ethan H. Calk Guió de : John Shirley                                              | 25 de febrer de 1995    | 40510-463     | 7.9                   |
| L'exposició a la radiació fa que O'Brien salti cinc hores cap al futur durant breus períodes, inclòs un que mostra la destrucció de Espai Profund 9 mentre l'estació allotja convidats de delegacions romulans i klíngons. |                      |                             |                  |                                                                                                 |                         |               |                       |
| 64 | 18                   | «Distant Voices»            | Alexander Singer | Història de : Joe Menosky Guió de : Ira Steven Behr & Robert Hewitt Wolfe                       | 8 d'abril de 1995       | 40510-464     | 7.1                   |
| A prop del seu 30è aniversari, Julian Bashir és sotmès a un atac telepàtic per part d'un alienígena que busca una substància restringida. Es desperta i troba l'estació gairebé deserta i que està envellint ràpidament. |                      |                             |                  |                                                                                                 |                         |               |                       |
| 65 | 19                   | «Through the Looking Glass» | Winrich Kolbe    | Ira Steven Behr & Robert Hewitt Wolfe                                                           | 15 d'abril de 1995      | 40510-466     | 6.9                   |
| Sisko és convençut per "Smiley" O'Brien de l'Univers mirall d'assumir el paper del mort capità Sisko. |                      |                             |                  |                                                                                                 |                         |               |                       |
| 66 | 20                   | «Improbable Cause»          | Avery Brooks     | Història de : Robert Lederman & David R. Long Guió de : René Echevarria                         | 22 d'abril de 1995      | 40510-465     | 6.9                   |
| La sastreria de Garak és bombardejada, obligant a Odo a investigar qui està intentant matar l'exili cardassià i per què. (Part 1 de 2) |                      |                             |                  |                                                                                                 |                         |               |                       |
| 67 | 21                   | «The Die Is Cast»           | David Livingston | Ronald D. Moore                                                                                 | 29 d'abril de 1995      | 40510-467     | 7.0                   |
| Garak tortura a contracor Odo per obtenir informació per demostrar la seva lleialtat al seu antic mentor, Enabran Tain, que es prepara un atac conjunt Tal Shiar/Orde d'Obsidiana als Fundadors a la nebulosa d'Omarian. (Part 2 de 2) |                      |                             |                  |                                                                                                 |                         |               |                       |
| 68 | 22                   | «Explorers»                 | Cliff Bole       | Història de : Hilary J. Bader Guió de : René Echevarria                                         | 6 de maig de 1995       | 40510-468     | 6.7                   |
| Sisko construeix una rèplica d'una antiga nau espacial bajorana i amb Jake intenta demostrar que els bajorans van desenvolupar el viatge interestel·lar abans que els cardassians. Bashir es preocupa per la visita imminent del company de classe que es va graduar primer de la seva classe a l'Acadèmia Mèdica de la Flota Estelar.          |                      |                             |                  |                                                                                                 |                         |               |                       |
| 69 | 23                   | «Family Business»           | René Auberjonois | Ira Steven Behr & Robert Hewitt Wolfe                                                           | 13 de maig de 1995      | 40510-469     | 6.9                   |
| Quark torna al seu planeta natal per enfrontar-se a la seva mare (Moogie) després de saber de l'Autoritat de Comerç dels Ferengi que va infringir la llei en obtenir beneficis. Sisko coneix el capità Kasidy Yates com un interès romàntic, del que Sisko ha descobert que el seu fill n'ha parlat a la majoria de l'emissora.                 |                      |                             |                  |                                                                                                 |                         |               |                       |
| 70 | 24                   | «Shakaar»                   | Jonathan West    | Gordon Dawson                                                                                   | 20 de maig de 1995      | 40510-470     | 7.1                   |
| Kai Winn necessita Kira per convèncer l'antic líder de la resistència Shakaar, ara agricultor a Bajor, perquè torni els recuperadors de sòls necessaris a altres llocs de Rakantha, que abans era la regió agrícola més productiva de Bajor. |                      |                             |                  |                                                                                                 |                         |               |                       |
| 71 | 25                   | «Facets»                    | Cliff Bole       | René Echevarria                                                                                 | 10 de juny de 1995      | 40510-471     | 5.9                   |
| Jadzia Dax tracta els sentiments d'inferioritat quan es troba amb hostes anteriors en una cerimònia de Trill Zhian'tara, que és capaç de transferir els records dels antics amfitrions a un altre destinatari, i durant l'experiència Odo assumeix el paper de Curzon Dax.                                                                      |                      |                             |                  |                                                                                                 |                         |               |                       |
| 72 | 26                   | «The Adversary»             | Alexander Singer | Ira Steven Behr & Robert Hewitt Wolfe                                                           | 17 de juny de 1995      | 40510-472     | 7.1                   |
| L'ambaixador Krajensky informa al capità Sisko, recentment promogut, que hi ha hagut un cop d'estat a Tzenketh. Ordena a Sisko que porti el Defiant a les colònies properes de la Federació per "ensenyar la bandera" i mantenir Tzenkethi en silenci. Un canviant s'amaga a bord del Defiant i saboteja la nau.                                |                      |                             |                  |                                                                                                 |                         |               |                       |

### Temporada 4 (1995–96)
| 73 | 1  | «The Way of the Warrior» | 49011.4 | James L. Conway  | Ira Steven Behr & Robert Hewitt Wolfe                                                         | 30 de setembre de 1995 | 40510-718 (40510-473, 40510-474) | 8.5 |
| 74 | 2  | «The Way of the Warrior» | 49011.4 | James L. Conway  | Ira Steven Behr & Robert Hewitt Wolfe                                                         | 30 de setembre de 1995 | 40510-718 (40510-473, 40510-474) | 8.5 |
| Una flota klíngon arriba en el seu camí per expandir l'Imperi Klíngon a costa dels cardassians davant l'amenaça del Domini, i Worf és portat a DS9 per negociar. |    |                          |         |                  |                                                                                               |                        |                                  |     |
| 75 | 3  | «The Visitor»            | 49037.7 | David Livingston | Michael Taylor                                                                                | 7 d'octubre de 1995    | 40510-476                        | 6.9 |
| Un Jake Sisko ancià relata la història de com va perdre el seu pare a causa d'un accident de desplaçament temporal. |    |                          |         |                  |                                                                                               |                        |                                  |     |
| 76 | 4  | «Hippocratic Oath»       | 49066.5 | René Auberjonois | Història de : Nicholas Corea & Lisa Klink Guió de : Lisa Klink                                | 14 d'octubre de 1995   | 40510-475                        | 7.7 |
| Bashir és capturat, amb el Cap O'Brien, per un grup renegat de Jem'Hadar que estan intentant superar la seva addicció genètica a Ketracel White. El seu líder, Goran'Agar, és capaç de sobreviure sense ell i obliga a Bashir a esbrinar per què. A Worf li costa deixar els afers de seguretat al cap de seguretat Odo.                                                                       |    |                          |         |                  |                                                                                               |                        |                                  |     |
| 77 | 5  | «Indiscretion»           | 49122.4 | LeVar Burton     | Història de : Toni Marberry & Jack Treviño Guió de : Nicholas Corea                           | 21 d'octubre de 1995   | 40510-477                        | 7.2 |
| Obligada a portar Dukat en una missió personal per investigar el destí de la nau presó cardassiana Ravinok, que va desaparèixer fa sis anys, Kira descobreix la veritable raó per la qual el seu vell enemic vol acompanyar-la. Sisko sembla tenir reserves sobre l'arribada de Kasidy Yates a viure a l'estació.                                                                              |    |                          |         |                  |                                                                                               |                        |                                  |     |
| 78 | 6  | «Rejoined»               | 49195.5 | Avery Brooks     | Història de : René Echevarria Guió de : Ronald D. Moore & René Echevarria                     | 28 d'octubre de 1995   | 40510-478                        | 7.0 |
| Dax es retroba amb Lenara Kahn, l'anterior amfitrió de la qual era l'esposa d'un dels antics amfitrions de Dax, Torias Dax, i els dos lluiten amb els seus sentiments l'un per l'altre. |    |                          |         |                  |                                                                                               |                        |                                  |     |
| 79 | 7  | «Starship Down»          | 49263.5 | Alexander Singer | David Alan Mack & John J. Ordover                                                             | 4 de novembre de 1995  | 40510-479                        | 7.7 |
| L'USS Defiant queda atrapat a l'atmosfera d'un gegant gasós mentre lluita amb el Jem'Hadar. |    |                          |         |                  |                                                                                               |                        |                                  |     |
| 80 | 8  | «Little Green Men»       | 49201.3 | James L. Conway  | Història de : Toni Marberry & Jack Treviño Guió de : Ira Steven Behr & Robert Hewitt Wolfe    | 11 de novembre de 1995 | 40510-480                        | 7.1 |
| Quark, Rom, Nog i Odo són retrocedits accidentalment en el temps a Roswell (Nou Mèxic), Terra, el 1947 |    |                          |         |                  |                                                                                               |                        |                                  |     |
| 81 | 9  | «The Sword of Kahless»   | 49289   | LeVar Burton     | Història de : Richard Danus Guió de : Hans Beimler                                            | 18 de novembre de 1995 | 40510-481                        | 6.9 |
| Worf, Dax i un venerat mestre klíngon Dahar, Kor, cerquen l'Espasa de Kahless per unir l'Imperi Klingon. |    |                          |         |                  |                                                                                               |                        |                                  |     |
| 82 | 10 | «Our Man Bashir»         | 49300.7 | Winrich Kolbe    | Història de : Robert Gillan Guió de : Ronald D. Moore                                         | 25 de novembre de 1995 | 40510-482                        | 6.8 |
| Bashir interpreta un agent secret dels anys 60 en una holocoberta, quan Garak s'introdueix inesperadament, però cal la seva ajuda quan l'ordinador DS9 utilitza l'holocoberta per emmagatzemar els patrons d'altres membres de la tripulació durant un accident de transportador. |    |                          |         |                  |                                                                                               |                        |                                  |     |
| 83 | 11 | «Homefront»              | 49370.0 | David Livingston | Ira Steven Behr & Robert Hewitt Wolfe                                                         | 30 de desembre de 1995 | 40510-483                        | 6.8 |
| Sisko i Odo són portats a la Terra quan se sospita que els canviants s'estan infiltrant a la Flota Estel·lar. (Part 1 de 2) |    |                          |         |                  |                                                                                               |                        |                                  |     |
| 84 | 12 | «Paradise Lost»          | 49482.3 | Reza Badiyi      | Història de : Ronald D. Moore Guió de : Ira Steven Behr & Robert Hewitt Wolfe                 | 6 de gener de 1996     | 40510-484                        | 6.8 |
| Mentre Sisko i Odo es preparen per a una invasió del Domini, descobreixen un complot per posar la Federació sota control militar. (Part 2 de 2) |    |                          |         |                  |                                                                                               |                        |                                  |     |
| 85 | 13 | «Crossfire»              | 49517.3 | Les Landau       | René Echevarria                                                                               | 27 de gener de 1996    | 40510-485                        | 7.0 |
| Els sentiments ocults d'Odo per Kira apareixen quan el primer ministre visitant bajorà, Shakaar Edon, comença a festejar-la |    |                          |         |                  |                                                                                               |                        |                                  |     |
| 86 | 14 | «Return to Grace»        | 49534.2 | Jonathan West    | Història de : Tom Benko Guió de : Hans Beimler                                                | 3 de febrer de 1996    | 40510-486                        | 6.5 |
| Dukat busca l'ajuda de Kira per recuperar el seu rang a la Unió Cardassiana. |    |                          |         |                  |                                                                                               |                        |                                  |     |
| 87 | 15 | «Sons of Mogh»           | 49556.2 | David Livingston | Ronald D. Moore                                                                               | 10 de febrer de 1996   | 40510-487                        | 7.3 |
| Fora de la societat Klíngon a causa del deshonor de Worf, el seu germà, Kurn, li demana a Worf que el mati. Kira i O'Brien investiguen una misteriosa descàrrega d'alta energia als afores de l'espai bajorà. |    |                          |         |                  |                                                                                               |                        |                                  |     |
| 88 | 16 | «Bar Association»        | 49565.1 | LeVar Burton     | Història de : Barbara J. Lee & Jenifer A. Lee Guió de : Robert Hewitt Wolfe & Ira Steven Behr | 17 de febrer de 1996   | 40510-488                        | 6.7 |
| esprés que gairebé mor perquè el seu contracte li impedeix buscar ajuda mèdica, Rom organitza el Gremi d'empleats de restaurants i casinos, un sindicat per al personal oprimit de Quark, i fan vaga quan són rebutjades les seves demandes per un tracte més just. |    |                          |         |                  |                                                                                               |                        |                                  |     |
| 89 | 17 | «Accession»              | 49600.7 | Les Landau       | Jane Espenson                                                                                 | 24 de febrer de 1996   | 40510-489                        | 6.5 |
| Un famós poeta bajorà, Akorem Laan, que va desaparèixer fa més de 200 anys, apareix del forat de cuc i convenç Sisko que ell és el veritable emissari, però quan anuncia un retorn al sistema de castes anterior a l'ocupació, Sisko assenyala que la federació el desqualificaria per ser membre de la Federació. O'Brien està menys que entusiasmat quan la Keiko anuncia que està en estat. |    |                          |         |                  |                                                                                               |                        |                                  |     |
| 90 | 18 | «Rules of Engagement»    | 49665.3 | LeVar Burton     | Història de : David Weddle & Bradley Thompson Guió de : Ronald D. Moore                       | 6 d'abril de 1996      | 40510-490                        | 5.8 |
| Worf destrueix accidentalment una nau civil durant la batalla i s'enfronta a una audiència per determinar si hauria de ser extradit a l'Imperi Klíngon. |    |                          |         |                  |                                                                                               |                        |                                  |     |
| 91 | 19 | «Hard Time»              | 49680.5 | Alexander Singer | Història de : Daniel Keys Moran & Lynn Barker Guió de : Robert Hewitt Wolfe                   | 13 d'abril de 1996     | 40510-491                        | 5.7 |
| La ment d'O'Brien s'ha alterat per crear records d'haver estat empresonat durant vint anys en un món alienígena acusat d'espionatge i sedició. |    |                          |         |                  |                                                                                               |                        |                                  |     |
| 92 | 20 | «Shattered Mirror»       | 49699.1 | James L. Conway  | Ira Steven Behr & Hans Beimler                                                                | 20 d'abril de 1996     | 40510-492                        | 6.5 |
| Sisko intenta rescatar Jake després de saber que la seva mare viu a l'Univers mirall devastat per la guerra. |    |                          |         |                  |                                                                                               |                        |                                  |     |
| 93 | 21 | «The Muse»               | 49702.2 | David Livingston | Història de : René Echevarria & Majel Barrett-Roddenberry Guió de : René Echevarria           | 27 d'abril de 1996     | 40510-493                        | 5.3 |
| Mentre Odo ajuda a Lwaxana Troi embarassada, Jake cau sota l'encanteri d'una dona misteriosa, Onaya. |    |                          |         |                  |                                                                                               |                        |                                  |     |
| 94 | 22 | «For the Cause»          | 49729.8 | James L. Conway  | Història de : Mark Gehred-O'Connell Guió de : Ronald D. Moore                                 | 4 de maig de 1996      | 40510-494                        | 5.6 |
| Sisko s'assabenta que la seva xicota Kasidy podria ser un contrabandista del Maquis. Garak s'ha interessat per la filla mig bajorana de Gul Dukat, Tora Ziyal. |    |                          |         |                  |                                                                                               |                        |                                  |     |
| 95 | 23 | «To the Death»           | 49904.2 | LeVar Burton     | Ira Steven Behr & Robert Hewitt Wolfe                                                         | 11 de maig de 1996     | 40510-495                        | 6.0 |
| Sisko i la tripulació del Defiant s'uneixen amb els Jem'Hadar per evitar que un grup de renegats Jem'Hadar guanyi poder mitjançant un camí iconià descobert al Quadrant Gamma |    |                          |         |                  |                                                                                               |                        |                                  |     |
| 96 | 24 | «The Quickening»         | 49909.7 | René Auberjonois | Naren Shankar                                                                                 | 18 de maig de 1996     | 40510-496                        | 5.7 |
| Bashir intenta alliberar la població d'un món del Quadrant Gamma en el sistema Teplan d'una malaltia d'enginyeria deixada pel Domini 200 anys abans. |    |                          |         |                  |                                                                                               |                        |                                  |     |
| 97 | 25 | «Body Parts»             | 49930.3 | Avery Brooks     | Història de : Louis P. DeSantis & Robert J. Bolivar Guió de : Hans Beimler                    | 8 de juny de 1996      | 40510-497                        | 5.1 |
| A Quark se li diagnostica una malaltia terminal, la síndrome de Dorek, i se li dóna una setmana de vida. A causa d'un accident inevitable al transportador "Volga", el Dr. Bashir trasllada el nadó per néixer de Miles i Keiko a la Major Kira. |    |                          |         |                  |                                                                                               |                        |                                  |     |
| 98 | 26 | «Broken Link»            | 49962.4 | Les Landau       | Història de : George A. Brozak Guió de : Ira Steven Behr & Robert Hewitt Wolfe                | 15 de juny de 1996     | 40510-498                        | 6.2 |
| Odo s'ensorra i és portat a la infermeria. Bashir descobreix que l'Odo està perdent la seva capacitat de mantenir una forma sòlida. |    |                          |         |                  |                                                                                               |                        |                                  |     |

### Temporada 5 (1996–97)
| Núm. total | Núm. de la temporada | Títol                                          | Data estel·lar | Direcció               | Guió | Data d'emissió original | Codi de prod. | Espectadors (milions) |
| --- | -------------------- | ---------------------------------------------- | -------------- | ---------------------- | --- | ----------------------- | ------------- | --------------------- |
| 99 | 1                    | «Apocalypse Rising»                            | 50015.9        | James L. Conway        | Ira Steven Behr and Robert Hewitt Wolfe                                                                       | 30 de setembre de 1996  | 40510-499     | 5.6                   |
| la Flota Estel·lar assigna a Sisko per exposar l'infiltrat canviant a l'Imperi Klíngon |                      |                                                |                |                        | |                         |               |                       |
| 100 | 2                    | «The Ship»                                     | 50049.3        | Kim Friedman           | Història de : Pam Wigginton & Rick Cason Guió de : Hans Beimler                                               | 7 d'octubre de 1996     | 40510-500     | 6.0                   |
| Mentre exploren el quadrant Gamma, Sisko, Dax, Worf i O'Brien veuen una nau de guerra Jem'Hadar estavellar-se a la superfície d'un planeta. Odo arresta el Dr. Bashir i Quark. |                      |                                                |                |                        | |                         |               |                       |
| 101 | 3                    | «Looking for par'Mach in All the Wrong Places» | 50061.2        | Andrew J. Robinson     | Ronald D. Moore                                                                                               | 14 d'octubre de 1996    | 40510-501     | 5.7                   |
| Worf es veu atret per la Grilka, l'exdona de Quark (episodi 3.3), quan visita l'estació. |                      |                                                |                |                        | |                         |               |                       |
| 102 | 4                    | «...Nor the Battle to the Strong»              | 50098.7        | Kim Friedman           | Història de : Brice R. Parker Guió de : René Echevarria                                                       | 21 d'octubre de 1996    | 40510-502     | 5.0                   |
| Dr. Bashir ha estat fora en una conferència i Jake Sisko l'ha acompanyat a investigar un perfil que està escrivint sobre el metge. Tornant en un llançadora, reben una crida de socors d'una colònia de la Federació sota l'atac klíngon. |                      |                                                |                |                        | |                         |               |                       |
| 103 | 5                    | «The Assignment»                               | 50124.3        | Allan Kroeker          | Història de : David R. Long & Robert Lederman Guió de : David Weddle & Bradley Thompson                       | 28 d'octubre de 1996    | 40510-504     | Sense determinar      |
| La Keiko torna d'un viatge i informa a l'O'Brien que és realment una entitat que s'ha apoderat del cos de la seva dona. |                      |                                                |                |                        | |                         |               |                       |
| 104 | 6                    | «Trials and Tribble-ations»                    | 4523.7         | Jonathan West          | Història de : Ira Steven Behr, Hans Beimler & Robert Hewitt Wolfe Guió de : Ronald D. Moore & René Echevarria | 4 de novembre de 1996   | 40510-503     | 7.7                   |
| Darvin, un espia klíngon deshonrat, viatja en el temps. La tripulació del DS9 ha d'evitar que alteri la línia de temps. Basat en l'episodi original de Star Trek "El problema dels tribbles" de David Gerrold. |                      |                                                |                |                        | |                         |               |                       |
| 105 | 7                    | «Let He Who Is Without Sin...»                 | 50136.7        | René Auberjonois       | Robert Hewitt Wolfe and Ira Steven Behr                                                                       | 11 de novembre de 1996  | 40510-505     | 7.0                   |
| Worf i Dax van de vacances al planeta del plaer, Risa, i s'hi troben amb perills inesperats. |                      |                                                |                |                        | |                         |               |                       |
| 106 | 8                    | «Things Past»                                  | 50144.6        | LeVar Burton           | Michael Taylor                                                                                                | 18 de novembre de 1996  | 40510-506     | 6.0                   |
| Sisko, Odo, Dax i Garak són trobats inconscients. Mentre Bashir intenta reviure els seus cossos, els quatre es desperten durant l'ocupació cardassiana de Bajor uns quants anys abans. |                      |                                                |                |                        | |                         |               |                       |
| 107 | 9                    | «The Ascent»                                   | 50245.2        | Allan Kroeker          | Ira Steven Behr i Robert Hewitt Wolfe                                                                         | 25 de novembre de 1996  | 40510-507     | 6.0                   |
| Forçats a aterrar en un planeta desolat, l'Odo i el Quark han d'escalar una muntanya per transmetre un senyal de socors. Jake i Nog (de tornada temporalment a DS9) troben que compartir estances no és tan agradable com pensaven. |                      |                                                |                |                        | |                         |               |                       |
| 108 | 10                   | «Rapture»                                      | 50387.9        | Jonathan West          | Història de : L.J. Strom Guió de : Hans Beimler                                                               | 30 de desembre de 1996  | 40510-508     | 6.0                   |
| Un accident fa que Sisko tingui visions profètiques. Quan troba una antiga ciutat bajorana, perduda durant 20.000 anys, Kai Winn reconsidera la seva actitud cap a ell. |                      |                                                |                |                        | |                         |               |                       |
| 109 | 11                   | «The Darkness and the Light»                   | 50416.2        | Mike Vejar             | Història de : Bryan Fuller Guió de : Ronald D. Moore                                                          | 6 de gener de 1997      | 40510-509     | 6.0                   |
| Algú està matant antics membres de la cèl·lula de resistència de Kira i ella podria ser la següent. |                      |                                                |                |                        | |                         |               |                       |
| 110 | 12                   | «The Begotten»                                 | 50430.1        | Jesús Salvador Treviño | René Echevarria                                                                                               | 27 de gener de 1997     | 40510-510     | 6.2                   |
| Quan Quark descobreix un nadó canviant, té un efecte profund en Odo. Mentrestant, Kira entra en part. |                      |                                                |                |                        | |                         |               |                       |
| 111 | 13                   | «For the Uniform»                              | 50485.2        | Victor Lobl            | Peter Allan Fields                                                                                            | 3 de febrer de 1997     | 40510-511     | 6.0                   |
| Michael Eddington torna i Sisko s'obsessiona per atrapar-lo. |                      |                                                |                |                        | |                         |               |                       |
| 112 | 14                   | «In Purgatory's Shadow»                        | 50560.1        | Gabrielle Beaumont     | Robert Hewitt Wolfe i Ira Steven Behr                                                                         | 10 de febrer de 1997    | 40510-512     | 6.7                   |
| Worf i Garak viatgen al Quadrant Gamma per investigar un missatge cardiassià codificat. (Part 1 de 2) |                      |                                                |                |                        | |                         |               |                       |
| 113 | 15                   | «By Inferno's Light»                           | 50564.2        | Les Landau             | Ira Steven Behr i Robert Hewitt Wolfe                                                                         | 17 de febrer de 1997    | 40510-513     | 6.2                   |
| Gul Dukat alinea els cardassians amb el Domini. L'estació ha de fer front a un infiltrat canviant. (Part 2 de 2) |                      |                                                |                |                        | |                         |               |                       |
| 114 | 16                   | «Doctor Bashir, I Presume?»                    | 50590.1        | David Livingston       | Història de : Jimmy Diggs Guió de : Ronald D. Moore                                                           | 24 de febrer de 1997    | 40510-514     | 5.6                   |
| Julian Bashir s seleccionat per convertir-se en el model d'un holograma mèdic a llarg termini, fins que es revela un secret familiar. En Rom té moltes dificultats per dir-li alguna cosa a la Leeta. |                      |                                                |                |                        | |                         |               |                       |
| 115 | 17                   | «A Simple Investigation»                       | 50606.6        | John T. Kretchmer      | René Echevarria                                                                                               | 31 de març de 1997      | 40510-515     | 5.2                   |
| Odo s'enamora d'una dona, Arissa, implicada en el sindicat Orió. |                      |                                                |                |                        | |                         |               |                       |
| 116 | 18                   | «Business as Usual»                            | 50675.5        | Siddig El Fadil        | Bradley Thompson i David Weddle                                                                               | 7 d'abril de 1997       | 40510-516     | 5.3                   |
| La cosina de Quark, Gaila, sabent que Quark està desesperat per buscar diners, el pren com a soci júnior en el seu negoci d'armes molt lucratiu. Amb la seva mare Keiko enfrontant-se a una plaga a Bajor, Yoshi O'Brien només deixarà de plorar quan Miles l'agafi, dificultant les coses.                                                                                                 |                      |                                                |                |                        | |                         |               |                       |
| 117 | 19                   | «Ties of Blood and Water»                      | 50712.5        | Avery Brooks           | Història de : Edmund Newton & Robbin L. Slocum Guió de : Robert Hewitt Wolfe                                  | 14 d'abril de 1997      | 40510-517     | Sense determinar      |
| Tekeny Ghemor ("Second Skin") arriba a Espai Profund 9 i revela que s'està morint. |                      |                                                |                |                        | |                         |               |                       |
| 118 | 20                   | «Ferengi Love Songs»                           | 50701.2        | René Auberjonois       | Ira Steven Behr i Hans Beimler                                                                                | 21 d'abril de 1997      | 40510-518     | 4.8                   |
| Al final de la seva corda, Quark torna a casa i descobreix que Moogie té un amant secret. |                      |                                                |                |                        | |                         |               |                       |
| 119 | 21                   | «Soldiers of the Empire»                       | 50839.2        | LeVar Burton           | Ronald D. Moore                                                                                               | 28 d'abril de 1997      | 40510-519     | 5.2                   |
| Martok, Worf i Dax van a una missió a bord d'una nau klíngon per buscar una nau klingon desapareguda. No obstant això, el malestar de Martok per la batalla, fruit de la seva captivitat, afecta la moral de la seva tripulació. |                      |                                                |                |                        | |                         |               |                       |
| 120 | 22                   | «Children of Time»                             | 50814.2        | Allan Kroeker          | Història de : Gary Holland i Ethan H. Calk Guió de : René Echevarria                                          | 5 de maig de 1997       | 40510-520     | 5.5                   |
| Un accident fa que la tripulació es trobi amb els seus propis descendents — i els presenta un dilema ètica. |                      |                                                |                |                        | |                         |               |                       |
| 121 | 23                   | «Blaze of Glory»                               | 50862.4        | Kim Friedman           | Robert Hewitt Wolfe i Ira Steven Behr                                                                         | 12 de maig de 1997      | 40510-521     | Sense determinar      |
| Un acte de desesperació dels Maquis podria portar la Federació a la guerra: els maquis tenen trenta míssils encoberts que es dirigeixen a Cardàssia. |                      |                                                |                |                        | |                         |               |                       |
| 122 | 24                   | «Empok Nor»                                    | 50901.7        | Mike Vejar             | Història de : Bryan Fuller Guió de : Hans Beimler                                                             | 19 de maig de 1997      | 40510-522     | 4.9                   |
| O'Brien, Garak, Nog i un equip d'enginyers van a l'estació espacial germana abandonada d'Espai Profund 9, Empok Nor, per recuperar components. L'equip visitant aviat descobreix que no tot és com sembla. |                      |                                                |                |                        | |                         |               |                       |
| 123 | 25                   | «In the Cards»                                 | 50929.4        | Michael Dorn           | Història de : Truly Barr Clark & Scott J. Neal Guió de : Ronald D. Moore                                      | 9 de juny de 1997       | 40510-523     | 4.5                   |
| Jake vol donar al seu pare un regal per animar-lo, una targeta de beisbol de Willie Mays de 1951. Ell demana a Nog que l'ajudi a aconseguir-ho, però es troben amb complicacions amb un genetista misteriós, el Dr. Giger. Kai Winn, preocupat per la perspectiva d'una guerra entre la Federació i el Domini i els seus efectes a Bajor, es reuneix amb el representant del Domini Weyoun. |                      |                                                |                |                        | |                         |               |                       |
| 124 | 26                   | «Call to Arms»                                 | 50975.2        | Allan Kroeker          | Ira Steven Behr and Robert Hewitt Wolfe                                                                       | 16 de juny de 1997      | 40510-524     | 5.2                   |
| En adonar-se que el Domini s'estan fent càrrec del Quadrant Alfa, Sisko decideix minar l'entrada del forat de cuc amb mines encobertes autorreplicables, començant així la Guerra del Domini. |                      |                                                |                |                        | |                         |               |                       |

### Temporada 6 (1997–98)
| Núm. total | Núm. de la temporada | Títol                               | [[Stardate\|Plantilla:White]] | Direcció               | Guió                                                                                          | Data d'emissió original | Codi de prod. | Espectadors (milions) |
| --- | -------------------- | ----------------------------------- | ----------------------------- | ---------------------- | --------------------------------------------------------------------------------------------- | ----------------------- | ------------- | --------------------- |
| 125 | 1                    | «A Time to Stand»                   | Unknown                       | Allan Kroeker          | Ira Steven Behr & Hans Beimler                                                                | 27 de setembre de 1997  | 40510-525     | 5.4                   |
| Tres mesos després de la guerra, DS9 encara està sota control del domini. Sisko i la seva tripulació tenen la missió de destruir una instal·lació vital de Ketracel White a les profunditats de l'espai del Domini utilitzant una nau Jem'Hadar capturada. Jake treballa per al Servei de Notícies de la Federació. Odo és el cap de seguretat de Terok Nor amb el suport del Vorta Weyoun.                                           |                      |                                     |                               |                        |                                                                                               |                         |               |                       |
| 126 | 2                    | «Rocks and Shoals»                  | 51107.2                       | Mike Vejar             | Ronald D. Moore                                                                               | 4 d'octubre de 1997     | 40510-527     | 5.2                   |
| Sisko i la seva tripulació cansada s'estavellan en un planeta on es troben amb una banda de Jem'Hadar. |                      |                                     |                               |                        |                                                                                               |                         |               |                       |
| 127 | 3                    | «Sons and Daughters»                | Unknown                       | Jesús Salvador Treviño | Bradley Thompson & David Weddle                                                               | 11 d'octubre de 1997    | 40510-526     | 4.8                   |
| Mentre és a la nau del general Martok, Worf es retroba amb el seu fill separat, Alexander. |                      |                                     |                               |                        |                                                                                               |                         |               |                       |
| 128 | 4                    | «Behind the Lines»                  | 51149.5                       | LeVar Burton           | René Echevarria                                                                               | 18 d'octubre de 1997    | 40510-528     | 5.1                   |
| Sisko crea un pla arriscat per desactivar una matriu de sensors crítica Domini capaç de veure cinc sectors fora, mentre que a Terok Nor, [[[Kira Nerys\|Kira]], Jake, Rom i Odo busquen soscavar l'Aliança Cardassiana/Domini. |                      |                                     |                               |                        |                                                                                               |                         |               |                       |
| 129 | 5                    | «Favor the Bold»                    | Unknown                       | Winrich Kolbe          | Ira Steven Behr & Hans Beimler                                                                | 25 d'octubre de 1997    | 40510-529     | 6.0                   |
| Assabentat de milers de reforços del Domini reunits al Quadrant Gamma, Sisko inicia un pla per recuperar Espai Profund 9 i assegurar el forat de cuc abans que el camp de mines detoni. (Part 1 de 2) |                      |                                     |                               |                        |                                                                                               |                         |               |                       |
| 130 | 6                    | «Sacrifice of Angels»               | Unknown                       | Allan Kroeker          | Ira Steven Behr & Hans Beimler                                                                | 1 de novembre de 1997   | 40510-530     | 6.4                   |
| Sisko comanda el Defiant i les 600 naus de la Federació contra una armada Domini/Cardassiana per recuperar Espai Profund 9. Damar té Kira, Jake i Leeta detinguts. (Part 2 de 2) |                      |                                     |                               |                        |                                                                                               |                         |               |                       |
| 131 | 7                    | «You Are Cordially Invited»         | 51247.5                       | David Livingston       | Ronald D. Moore                                                                               | 8 de novembre de 1997   | 40510-531     | 6.5                   |
| Els plans de Worf per a un casament tradicional klíngon depenen de l'exigent esposa de Martok, Sirella, que accepta Dax a la seva família. |                      |                                     |                               |                        |                                                                                               |                         |               |                       |
| 132 | 8                    | «Resurrection»                      | Unknown                       | LeVar Burton           | Michael Taylor                                                                                | 15 de novembre de 1997  | 40510-532     | 5.2                   |
| La contrapart de l'amor mort de Kira, Vedek Bareil, a l'Univers Mirall, la pren com a ostatge a Espai Profund 9 mentre fuig de la malvada Aliança del seu univers. |                      |                                     |                               |                        |                                                                                               |                         |               |                       |
| 133 | 9                    | «Statistical Probabilities»         | Unknown                       | Anson Williams         | Història de : Pam Pietroforte Guió de : René Echevarria                                       | 22 de novembre de 1997  | 40510-533     | 5.1                   |
| Bashir intenta reintegrar els inadaptats genèticament modificats a la societat, però la Flota Estel·lar els demana que es converteixin en un think tank quan proporcionen una anàlisi perspicaç de les properes converses de pau amb el Domini. |                      |                                     |                               |                        |                                                                                               |                         |               |                       |
| 134 | 10                   | «The Magnificent Ferengi»           | Unknown                       | Chip Chalmers          | Ira Steven Behr & Hans Beimler                                                                | 27 de desembre de 1997  | 40510-534     | 5.0                   |
| Quark munta una missió de rescat quan la seva mare, Ishka, és capturada pel Domini i el Grand Nagus Zek ofereix una recompensa pel seu retorn. |                      |                                     |                               |                        |                                                                                               |                         |               |                       |
| 135 | 11                   | «Waltz»                             | 51413.6                       | René Auberjonois       | Ronald D. Moore                                                                               | 3 de gener de 1998      | 40510-535     | 4.9                   |
| Un atac a la nau de la Flota Estel·lar que transporta Gul Dukat a una audiència per crims de guerra, així com el capità Sisko que ha de declarar a l'audiència, els deixa encallats en un planeta desert junts. |                      |                                     |                               |                        |                                                                                               |                         |               |                       |
| 136 | 12                   | «Who Mourns for Morn?»              | Unknown                       | Victor Lobl            | Mark Gehred-O'Connell                                                                         | 31 de gener de 1998     | 40510-536     | 5.3                   |
| Morn mor en una tempesta d'ions i Sisko informa a Quark que Morn li va deixar tota la seva propietat. Però Quark té una mica de competència. |                      |                                     |                               |                        |                                                                                               |                         |               |                       |
| 137 | 13                   | «Far Beyond the Stars»              | Unknown                       | Avery Brooks           | Història de : Marc Scott Zicree Guió de : Ira Steven Behr & Hans Beimler                      | 7 de febrer de 1998     | 40510-538     | 4.8                   |
| Com Sisko considera abandonar la Flota Estel·lar a causa de la destrucció de la nau del capità Swofford, el Cortez, té una visió de si mateix com a escriptor de ciència-ficció als anys cinquanta. |                      |                                     |                               |                        |                                                                                               |                         |               |                       |
| 138 | 14                   | «One Little Ship»                   | 51474.2                       | Allan Kroeker          | David Weddle & Bradley Thompson                                                               | 14 de febrer de 1998    | 40510-537     | 5.1                   |
| Dax, O'Brien i Bashir aborden una llançadora, que es redueix a quatre polzades de llarg mentre investiguen un fenomen rar de compressió subespacial. |                      |                                     |                               |                        |                                                                                               |                         |               |                       |
| 139 | 15                   | «Honor Among Thieves»               | Unknown                       | Allan Eastman          | Història de : Philip Kim Guió de : René Echevarria                                            | 21 de febrer de 1998    | 40510-539     | 4.6                   |
| La Intel·ligència de la Flota Estel·lar recluta el cap O'Brien per infiltrar-se al Sindicat Orió per trobar un informant de la Flota Estel·lar. |                      |                                     |                               |                        |                                                                                               |                         |               |                       |
| 140 | 16                   | «Change of Heart»                   | 51597.2                       | David Livingston       | Ronald D. Moore                                                                               | 28 de febrer de 1998    | 40510-540     | 5.5                   |
| Quan Jadzia Dax és ferit greument en una missió fora, Worf ha d'escollir entre salvar la seva dona o completar la seva tasca. O'Brien s'obsessiona amb vèncer en Quark a Tongo. |                      |                                     |                               |                        |                                                                                               |                         |               |                       |
| 141 | 17                   | «Wrongs Darker Than Death or Night» | Unknown                       | Jonathan West          | Ira Steven Behr & Hans Beimler                                                                | 28 de març de 1998      | 40510-541     | 4.6                   |
| WQuan Dukat li diu a Kira que la seva mare, Kira Meru, no va morir quan la Nerys tenia tres anys, sinó que en realitat era l'amant de Dukat, Kira va al passat utilitzant l'Orb del temps bajorà per trobar la veritat. |                      |                                     |                               |                        |                                                                                               |                         |               |                       |
| 142 | 18                   | «Inquisition»                       | Unknown                       | Michael Dorn           | Bradley Thompson & David Weddle                                                               | 4 d'abril de 1998       | 40510-542     | 4.7                   |
| =El doctor Bashir està ocupat fent tasques pendents abans de sortir de DS9 per assistir a una conferència mèdica. Just abans de la seva sortida, arriba una unitat d'Afers Interns sota el comandament d'un individu anomenat Sloan i anuncia que entrevistarà tot el personal superior. Les coses prenen un gir preocupant per al bon metge quan s'adona que és l'objecte de la investigació i Sloan l'acusa d'espiar per al Domini. |                      |                                     |                               |                        |                                                                                               |                         |               |                       |
| 143 | 19                   | «In the Pale Moonlight»             | 51721.3                       | Victor Lobl            | Història de : Peter Allan Fields Guió de : Michael Taylor                                     | 11 d'abril de 1998      | 40510-543     | 4.8                   |
| Cansat de publicar una altra llista setmanal de baixes, el capità Sisko està decidit a aconseguir que els romulans s'uneixin a la guerra contra el Domini. Busca l'expertesa obscura d'Garak per ajudar a assolir el seu objectiu. Però la sagnant realitat de la frase "calgui el que calgui", aviat veu que l'ètica de Sisko compromesa fins al punt de ruptura en la recerca del seu objectiu.                                     |                      |                                     |                               |                        |                                                                                               |                         |               |                       |
| 144 | 20                   | «His Way»                           | Unknown                       | Allan Kroeker          | Ira Steven Behr & Hans Beimler                                                                | 18 d'abril de 1998      | 40510-544     | 4.3                   |
| Bashir mostra un nou programa Holosuite d'un saló martini amb un cantant de Vegas dels anys 60 anomenat Vic Fontaine que és molt perceptiu; i dóna consells a Odo quan Kira visita el seu ex-amant Shakaar. |                      |                                     |                               |                        |                                                                                               |                         |               |                       |
| 145 | 21                   | «The Reckoning»                     | Unknown                       | Jesús Salvador Treviño | Història de : Harry M. Werksman & Gabrielle Stanton Guió de : David Weddle & Bradley Thompson | 25 d'abril de 1998      | 40510-545     | 4.2                   |
| Sisko és cridat a Bajor quan es descobreix una tauleta antiga dirigida a l'Emissari a B'hala. |                      |                                     |                               |                        |                                                                                               |                         |               |                       |
| 146 | 22                   | «Valiant»                           | 51825.4                       | Mike Vejar             | Ronald D. Moore                                                                               | 2 de maig de 1998       | 40510-546     | 4.6                   |
| Jake i Nog són atacats pel Jem'Hadar i són rescatats per una nau estel·lar de la classe Defiant, el Valiant, sota el comandament dels cadets de l'Esquadró Vermell de la Flota Estel·lar. |                      |                                     |                               |                        |                                                                                               |                         |               |                       |
| 147 | 23                   | «Profit and Lace»                   | Desconegut                    | Siddig El Faddil       | Ira Steven Behr & Hans Beimler                                                                | 9 de maig de 1998       | 40510-547     | 4.2                   |
| Quark ajuda quan Zek com a Gran Negus Ferengi es posa en perill en proposar la igualtat de drets per a les femelles ferengi. |                      |                                     |                               |                        |                                                                                               |                         |               |                       |
| 148 | 24                   | «Time's Orphan»                     | Desconegut                    | Allan Kroeker          | Història de : Joe Menosky Guió de : David Weddle & Bradley Thompson                           | 16 de maig de 1998      | 40510-548     | 4.6                   |
| Molly O'Brien desapareix en un vòrtex i reapareix com una dona de 18 anys, però ara és salvatge, cosa que suposa grans dificultats per als seus pares. |                      |                                     |                               |                        |                                                                                               |                         |               |                       |
| 149 | 25                   | «The Sound of Her Voice»            | 51948.3                       | Winrich Kolbe          | Història de : Pam Pietroforte Guió de : Ronald D. Moore                                       | 6 de juny de 1998       | 40510-549     | 4.1                   |
| El Defiant rep un avís de socors de la capità Lisa Cusak, la càpsula d'escapament de la qual s'ha estavellat en un planeta remot després de la destrucció de la seva nau, l' Olympia. |                      |                                     |                               |                        |                                                                                               |                         |               |                       |
| 150 | 26                   | «Tears of the Prophets»             | Unknown                       | Allan Kroeker          | Ira Steven Behr & Hans Beimler                                                                | 13 de juny de 1998      | 40510-550     | 4.1                   |
| El comandament Flota Estel·lar comença una ofensiva contra el Domini, i Sisko és escollit per liderar la invasió de Cardàssia, però l'Aliança Domini/Cardassiana ha reforçat en secret les seves fronteres amb plataformes d'armes orbitals no tripulades.. |                      |                                     |                               |                        |                                                                                               |                         |               |                       |

### Temporada 7 (1998–99)
| 151 | 1  | «Image in the Sand»                    | Desconegut | Les Landau       | Ira Steven Behr & Hans Beimler                                               | 30 de setembre de 1998 | 40510-551           | 4.4 |
| Amb el forat de cuc bajorà col·lapsat, Sisko lluita per trobar una manera de contactar amb els Profetes Bajorans. Els romulans reben el permís dels bajorans per obrir un hospital militar a la lluna Derna. El general Martok ofereix a Worf l'oportunitat d'obtenir l'admissió a Sto'Vo'Kor per a Jadzia.                                                             |    |                                        |            |                  |                                                                              |                        |                     |     |
| 152 | 2  | «Shadows and Symbols»                  | 52152.6    | Allan Kroeker    | Ira Steven Behr & Hans Beimler                                               | 7 d'octubre de 1998    | 40510-552           | 4.2 |
| Apareix un nou Dax a l'escena. La recerca de Sisko el porta a la veritat sobre la seva existència. El descobriment que l'hospital romulà està fortament armat porta la coronel Kira a establir un bloqueig a Derna. Bashir, O'Brien i, sorprenentment, Quark s'uneixen a Worf i Martok en una perillosa missió per destruir la drassana del Domini.                     |    |                                        |            |                  |                                                                              |                        |                     |     |
| 153 | 3  | «Afterimage»                           | Desconegut | Les Landau       | René Echevarria                                                              | 14 d'octubre de 1998   | 40510-553           | 4.3 |
| Tots els que van conèixer Jadzia Dax reaccionen fortament a la presència d'Ezri Dax, especialment Worf. Garak pateix atacs de claustrofòbia. |    |                                        |            |                  |                                                                              |                        |                     |     |
| 154 | 4  | «Take Me Out to the Holosuite»         | Unknown    | Chip Chalmers    | Ronald D. Moore                                                              | 21 d'octubre de 1998   | 40510-554           | 4.7 |
| Sisko ha d'entrenar el seu personal per jugar al beisbol quan el vulcanià Capità Solok, un vell rival seu, desafia a Sisko a un partit mentre la seva nau està sent reparada. |    |                                        |            |                  |                                                                              |                        |                     |     |
| 155 | 5  | «Chrysalis»                            | Desconegut | Jonathan West    | René Echevarria                                                              | 28 d'octubre de 1998   | 40510-555           | 4.3 |
| Bashir s'enamora d'una pacient genèticament millorada, Sarina Douglas, que va treure d'un estat catatònic mitjançant un procediment mèdic experimental. |    |                                        |            |                  |                                                                              |                        |                     |     |
| 156 | 6  | «Treachery, Faith and the Great River» | Desconegut | Steve Posey      | Història de : Philip Kim Guió de : David Weddle & Bradley Thompson           | 4 de novembre de 1998  | 40510-556           | 4.8 |
| Un desertor Vorta, Weyoun-6, dóna a Odo informació valuosa a canvi d'asil. Weyoun-7, el següent clon de la sèrie, els persegueix. Nog participa en una sèrie d'intercanvis per aconseguir un estabilitzador de gravetat per a Miles. |    |                                        |            |                  |                                                                              |                        |                     |     |
| 157 | 7  | «Once More unto the Breach»            | Desconegut | Allan Kroeker    | Ronald D. Moore                                                              | 11 de novembre de 1998 | 40510-557           | 4.5 |
| Kor (Ep 2.19, "Blood Oath" & 4.9, "The Sword of Kahless"), un heroi Klingon envellit, demana a Worf que li trobi una tasca de batalla. Martok planeja un "atac de cavalleria" de cinc aus de presa, colpejant diversos objectius clau darrere de les línies enemigues per desequilibrar-los..                                                                           |    |                                        |            |                  |                                                                              |                        |                     |     |
| 158 | 8  | «The Siege of AR-558»                  | Unknown    | Winrich Kolbe    | Ira Steven Behr & Hans Beimler                                               | 18 de novembre de 1998 | 40510-558           | 4.5 |
| Sisko i la tripulació relleven les tropes de la Flota Estel·lar assetjades per Jem'Hadar en unlloc de comunicacions clau, AR-558, la matriu de comunicacions del Domini més gran del sector. |    |                                        |            |                  |                                                                              |                        |                     |     |
| 159 | 9  | «Covenant»                             | Desconegut | John Kretchmer   | René Echevarria                                                              | 25 de novembre de 1998 | 40510-559           | 4.4 |
| Dukat, ara líder religiós d'un culte bajorà Pah-Wraith, manté a Kira com a ostatge. Mika, una dels seguidors de Dukat, dóna a llum un nen mig cardassià. |    |                                        |            |                  |                                                                              |                        |                     |     |
| 160 | 10 | «It's Only a Paper Moon»               | 52235.7    | Anson Williams   | Història de : David Alan Mack & John J. Ordover Guió de : Ronald D. Moore    | 30 de desembre de 1998 | 40510-560           | 4.3 |
| Nog lluita amb el TEPT de la traumàtica batalla de l'AR-558 on va perdre la cama. Així, comença a viure amb Vic Fontaine. |    |                                        |            |                  |                                                                              |                        |                     |     |
| 161 | 11 | «Prodigal Daughter»                    | Desconegut | Victor Lobl      | David Weddle & Bradley Thompson                                              | 6 de gener de 1999     | 40510-561           | 4.3 |
| Ezri va a New Sydney per trobar O'Brien i descobreix alguns secrets familiars inquietants. Miles va a la recerca de la vídua de Liam Bilby, Morica Bilby, amb qui va fer amistat en una operació encoberta. |    |                                        |            |                  |                                                                              |                        |                     |     |
| 162 | 12 | «The Emperor's New Cloak»              | Desconegut | LeVar Burton     | Ira Steven Behr & Hans Beimler                                               | 3 de febrer de 1999    | 40510-562           | 4.6 |
| Quark i Rom creuen a l'univers alternatiu per rescatar al Gran Nagus Zek. |    |                                        |            |                  |                                                                              |                        |                     |     |
| 163 | 13 | «Field of Fire»                        | Desconegut | Tony Dow         | Robert Hewitt Wolfe                                                          | 10 de febrer de 1999   | 40510-563           | 4.1 |
| Ezri convoca la Joran, una encarnació homicida de Dax del seu passat, per ajudar-la a entendre la ment d'un assassí en sèrie solt a l'estació. |    |                                        |            |                  |                                                                              |                        |                     |     |
| 164 | 14 | «Chimera»                              | Desconegut | Steve Posey      | René Echevarria                                                              | 17 de febrer de 1999   | 40510-564           | 4.3 |
| Una canviant, Laas, demana a Odo que abandoni l'estació i s'uneixi a la seva recerca d'altres canviaformes. |    |                                        |            |                  |                                                                              |                        |                     |     |
| 165 | 15 | «Badda-Bing Badda-Bang»                | Desconegut | Mike Vejar       | Ira Steven Behr & Hans Beimler                                               | 24 de febrer de 1999   | 40510-566           | 4.1 |
| La tripulació intenta ajudar a Vic Fontaine quan l'hotel de Vic és comprat pels mafiosos Frankie Eyes i Carl Zeemo. |    |                                        |            |                  |                                                                              |                        |                     |     |
| 166 | 16 | «Inter Arma Enim Silent Leges»         | Desconegut | David Livingston | Ronald D. Moore                                                              | 3 de març de 1999      | 40510-565           | 4.1 |
| Mentre assisteix a una conferència diplomàtica sobre Ròmul, Bashir es converteix en un peó no desitjat de la Secció 31. |    |                                        |            |                  |                                                                              |                        |                     |     |
| 167 | 17 | «Penumbra»                             | 52576.2    | Steve Posey      | René Echevarria                                                              | 7 d'abril de 1999      | 40510-567           | 4.4 |
| Ezri cerca un Worf que falta; Sisko fa plans per casar-se amb Kasidy Yates. |    |                                        |            |                  |                                                                              |                        |                     |     |
| 168 | 18 | «'Til Death Do Us Part»                | Desconegut | Winrich Kolbe    | Bradley Thompson & David Weddle                                              | 14 d'abril de 1999     | 40510-568           | 4.1 |
| Capturats pels Breen, Ezri i Worf són sotmesos a una tortur Sisko s'angoixa pel seu compromís trencat. Kai Winn rep la seva primera visió; s'assabenta que li enviaran un missatger. Es tracta d'un simple pagès bajorà que en realitat és Gul Dukat disfressat. |    |                                        |            |                  |                                                                              |                        |                     |     |
| 169 | 19 | «Strange Bedfellows»                   | Desconegut | René Auberjonois | Ronald D. Moore                                                              | 21 d'abril de 1999     | 40510-569           | 4.2 |
| Neix una aliança entre el Domini i els Breen que resultarà devastadora per a la Federació. Ezri i Worf són condemnats a mort a Cardàssia. Inicialment horroritzada, Kai Winn finalment accepta que les seves visions són dels Pah Wraiths. |    |                                        |            |                  |                                                                              |                        |                     |     |
| 170 | 20 | «The Changing Face of Evil»            | Desconegut | Mike Vejar       | Ira Steven Behr & Hans Beimler                                               | 28 d'abril de 1999     | 40510-570           | 4.5 |
| La guerra arriba a un punt d'inflexió crucial quan el Domini recupera el sistema Chin'Toka, l'únic punt d'accés dels Aliats a l'espai enemic. Winn s'assabenta que Dukat planeja alliberar els Pah-Wraiths. Damar comença una revolta contra el Domini. |    |                                        |            |                  |                                                                              |                        |                     |     |
| 171 | 21 | «When It Rains...»                     | Desconegut | Michael Dorn     | Història de : René Echevarria i Spike Steingasser Guió de : René Echevarria  | 5 de maig de 1999      | 40510-571           | 4.3 |
| Sisko envia Kira, Garak i Odo a Cardàssia perquè ajudin els cardassians en tàctiques de resistència mentre la rebel·lió de Damar guanya terreny. Bashir fa un descobriment impactant sobre la malaltia que està assolant els fundadors. La portada de Dukat ha estat volada per Sobor. Gowron arriba a DS9.                                                             |    |                                        |            |                  |                                                                              |                        |                     |     |
| 172 | 22 | «Tacking into the Wind»                | Desconegut | Mike Vejar       | Ronald D. Moore                                                              | 12 de maig de 1999     | 40510-572           | 4.4 |
| Kira està pensant en un complot per robar una arma Breen que esmorteeix l'energia. La venjança política de Gowron contra Martok està posant en perill l'esforç de guerra i fa que Worf instigui un canvi de poder a l'Imperi Klíngon. |    |                                        |            |                  |                                                                              |                        |                     |     |
| 173 | 23 | «Extreme Measures»                     | 52645.7    | Steve Posey      | David Weddle & Bradley Thompson                                              | 19 de maig de 1999     | 40510-573           | 4.4 |
| Com que l'Odo cau greument malalt de la malaltia del canvi de forma, Bashir i O'Brien han d'entrar a la ment de Luther Sloan, que té la cura d'Odo. |    |                                        |            |                  |                                                                              |                        |                     |     |
| 174 | 24 | «The Dogs of War»                      | 52861.3    | Avery Brooks     | Història de : Peter Allan Fields Guió de : René Echevarria & Ronald D. Moore | 26 de maig de 1999     | 40510-574           | 3.7 |
| Sisko pren el comandament d'una nova nau. Kira, Damar i Garak ensopeguen amb una emboscada del Domini a Cardàssia; també descobreixen que tota l'organització de la resistència ha estat destruïda. L'Ezri i Julian finalment aclareixen les coses entre ells. Grand Nagus Zek té un anunci per fer, igual que Kasidy Sisko.                                            |    |                                        |            |                  |                                                                              |                        |                     |     |
| 175 | 25 | «What You Leave Behind»                | Desconegut | Allan Kroeker    | Ira Steven Behr & Hans Beimler                                               | 2 de juny de 1999      | 40510-749 (575–576) | 5.4 |
| 176 | 26 | «What You Leave Behind»                | Desconegut | Allan Kroeker    | Ira Steven Behr & Hans Beimler                                               | 2 de juny de 1999      | 40510-749 (575–576) | 5.4 |
| Sisko lidera l'aliança Federació/Klíngons/Romulans a l'ofensiva al món natal dels Cardassians, amb l'ajuda de la campanya de resistència Damar, i un aliat sorpresa d'última hora. Dukat i Winn viatgen a les coves del foc per alliberar els Pah'Wraiths. - Originalment es mostra com a final de sèrie de dues hores, però en redifusió es mostra com a dos episodis. |    |                                        |            |                  |                                                                              |                        |                     |     |

## Recepció
L'any 1999, Greg Fuller, de TrekNation, va dir que la sèrie havia tingut èxit entre els seus seguidors, i va escriure: "Fins i tot quan es va convertir en un programa gairebé en sèrie (normalment, els programes en sèrie a llarg termini són desastres d'audiència; veiem que Babylon 5) emesa en horari de màxima audiència a menys del 60 per cent de la nació, DS9 va superar una mitjana de 4,0 en els seus dos últims anys. Com a regla general, un programa redifós ha de mantenir un 3.0 per tenir èxit, DS9 sempre ho va mantenir malgrat les vagues en contra."
El 2019, CBR va puntuar les 31 temporades (en set sèries en aquell moment, inclosa la primera temporada de Star Trek: Discovery) de la franquícia Star Trek, classificant per separat cada temporada de cada sèrie. They rated Season 6 of Star Trek: Deep Space Nine as the very best season of any Star Trek season up to that time.
Classificació CBR
- 1 – Temporada 6
- 6 – Temporada 7
- 15 – Temporada 5
- 18 – Temporada 2
- 20 – Temporada 3
- 21 – Temporada 4
- 26 – Temporada 1

El 2016, The Washington Post va anomenar la Guerra del Domini a les temporades posteriors de Star Trek: Deep Space Nine possiblement la "narrativa més rica" de l'univers Star Trek.